# Nagy Kígyó-halom
A Nagy Kígyó-halom (Serpent Mound) egy 381 méter hosszú, 6 méter széles és 1,2 méter magas, lekerekített töltés.

## Fekvése és felépítése
Az Ohióban lévő Adams megyei Brush Creek fölött egy hatalmas szerpentin földmű kígyózik egy kiemelkedő hegygerinc csúcsa mentén. A Nagy Kígyó-halom egy tekeredő, a földön hét széles hurokkal, valamint a farkán három lágyabb kunkorral továbbsikló kígyóra hasonlít. A földmű olyan hosszú, hogy csak a levegőből lehet teljesen áttekinteni. Az építkezés méretei arra utalnak, hogy az építők igen szervezettek és hatékonyak lehettek, mert hatalmas közösségi erőfeszítést igényelt annak a sok ezer tonnányi földnek a felhalmozása, melyből megépült a képmás. Befejezése sok száz ember sokéves munkájának gyümölcse.
A kígyó mintha egy nagy, ovális tárgyat tartana állkapcsai között, így felvetődött, hogy a földmű esetleg egy tojást evő kígyót ábrázol. A kígyók számos észak-amerikai bennszülött kultúrában játszanak fontos szerepet, és ez sok elmélethez vezetett a földmű jelentőségével kapcsolatban. Mégis, perdöntő bizonyíték hiányában, a Nagy Kígyó-halom célja és szerepe spekulációk maradnak.

## Története
Nem tudjuk, kik emelték ezt a monumentális földművet, de valószínűleg az Adena-kultúra (körülbelül Kr. e. 500 - Kr. u. 200) vagy a későbbi Ft. Ancient-kultúra műve. Bár magából a kígyóból nem került elő keltezhető műtárgy, de mindössze 122 méterre áll tőle egy biztosan az Adena-kultúrához kapcsolódó kúpos sírhalom. A halomépítés mind az Adena-, mind a későbbi Hopewell-kultúrára jellemző volt.
A földművet elsőként Ephraim George Squier és Edwin Hamilton Davis régészek mérték fel. Az adatokat 1848-ban az „Ancient Monuments of the Mississippi Valley” (A Mississippi-völgy ősi műemlékei) című művükben írták le és készítettek metszetet a halomról. A felmérés a Washington D.C.-ben lévő Smithsonian Intézet megbízásából készült.
1886-ra a halmot jelentősen tönkretették a kincsvadászok és a járókelők, de a talajerózió is megtette a maga hatását. Már-már úgy tűnt, hogy a műemlékből kukoricaföld lesz, mikor a Harvard Egyetem Peabody Múzeumának munkatársa, Frederic Ward Putnam megmentette és helyreállította a lelőhelyet.
A Nagy Kígyó-halmot 1900-ban állami parkká nyilvánították, és a látogatók számára egy kilátóhelyet létesítettek. A hivatalos védelem ellenére a műemléket ma egyrészt beruházási vállalkozók veszélyeztetik, akik gáttal kívánják elzárni a Brush Creek-et, majd mesterséges tavat, illetve lakótelepet akarnak létesíteni, másrészt olaj- és bányászati vállalatok gáz, olaj és urán után kutatva tennék tönkre a halmot.

## Képek

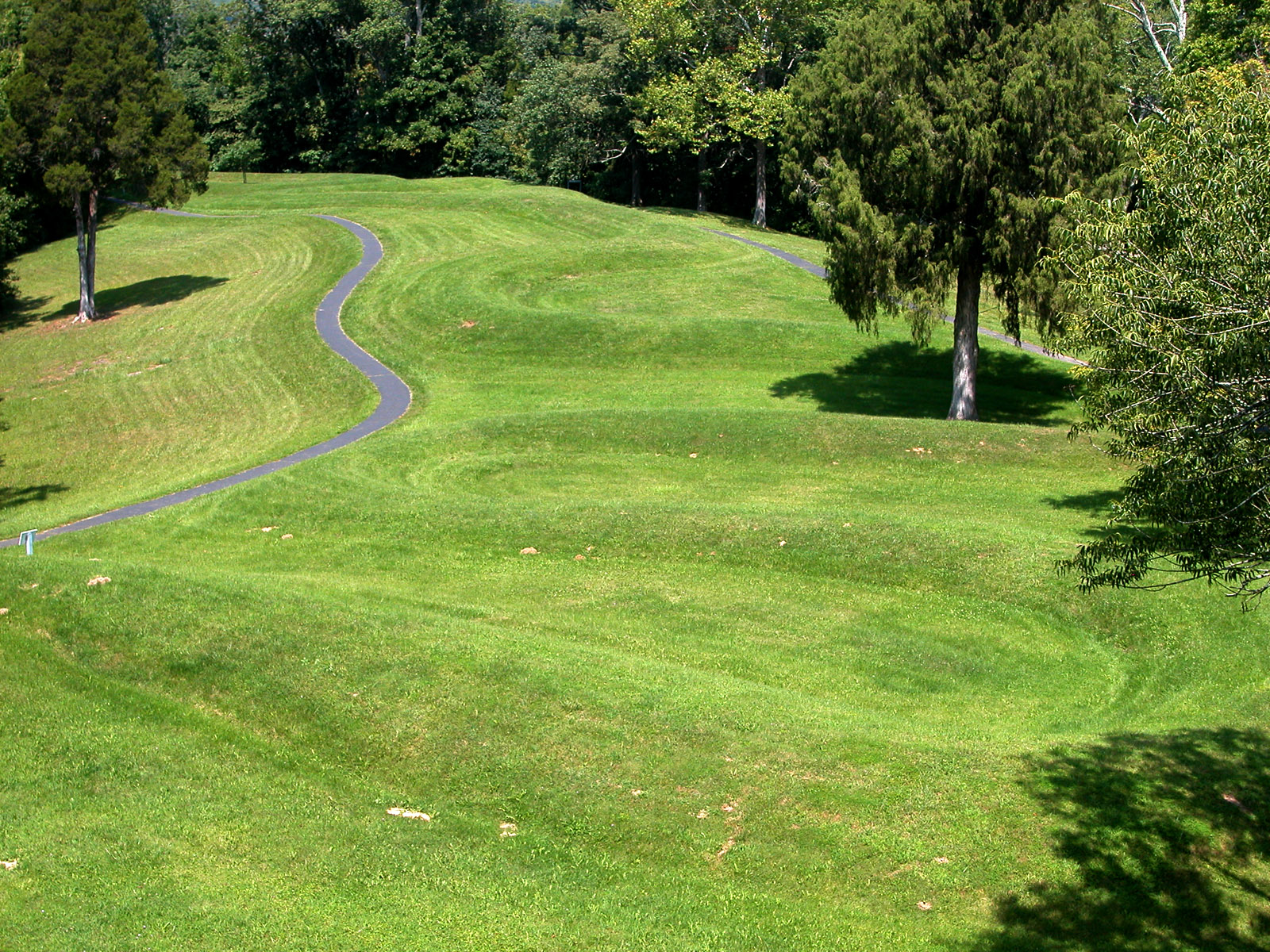
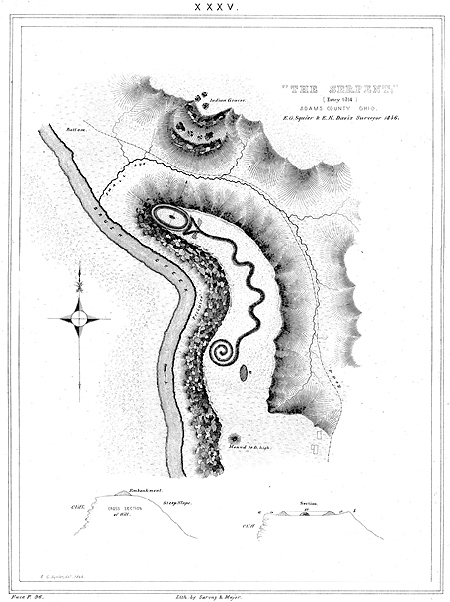
A halom metszete az „Ancient Monuments of the Mississippi Valley” című könyvben, melynek nyomtatását a Smithsonian Institution Press készítette el, 1848-ban